# Andrew Marton
Andrew Marton, nome inglesizzato dell'originale Endre Marton (Budapest, 26 gennaio 1904 – Santa Monica, 7 gennaio 1992), è stato un regista, montatore e produttore cinematografico ungherese naturalizzato statunitense.

## Filmografia

### Regista (parziale)
- Two O'Clock in the Morning
- Die Nacht ohne Pause (1931)
- Jonny stiehlt Europa
- Nordpol - Ahoi! (1934)
- Der Dämon des Himalaya
- L'amore comincia così
- Wolf's Clothing (1936)
- Intrighi in Oriente (The Secret of Stamboul) (1936)
- School for Husbands
- Le miniere di Re Salomone (King Solomon's Mines) (1950)
- Tempesta sul Tibet (Storm over Tibet) (1952)
- Inferno bianco (The Wild North) (1952)
- I lupi mannari (The Devil Makes Three) (1952)
- Fuoco verde (Green Fire) (1954)
- I valorosi (Men of the Fighting Lady) (1954)
- Zingaro (Gipsy Colt) (1955)
- Le sette meraviglie del mondo (Seven Wonders of the World) (1956)
- Gli arditi degli abissi (Underwater Warrior) (1958)
- La spada dell'Islam (Wa Islamah), co-regia Enrico Bomba (1961)
- Accadde in Atene (It Happened in Athens) (1962)
- Il giorno più lungo (The Longest Day) (1963)
- La sottile linea rossa (The Thin Red Line) (1964)
- Clarence, il leone strabico (Clarence, the Cross-Eyed Lion) (1965)
- Esperimento I.S.: il mondo si frantuma (Crack In the World) (1965)
- I conquistatori degli abissi (Around the World Under the Sea) (1966)

### Aiuto regista
- Ausflug ins Leben, regia di Rudolph Bernauer (1931)
- Orizzonte perduto (Lost Horizon), regia di Frank Capra (1937)
- Non tradirmi con me (Two-Faced Woman), regia di George Cukor (1941)
- Song of Russia, regia di Gregory Ratoff (1944)
- La stirpe del drago (Dragon Seed), regia di Harold S. Bucquet e Jack Conway (1944)
- La settima croce (The Seventh Cross), regia di Fred Zinnemann (1944)
- La prova del fuoco (The Red Badge of Courage), regia di John Huston (1951)
- La valle dei re (Valley of the Kings), regia di Robert Pirosh (1954)
- Addio alle armi (A Farewell to Arms), regia di Charles Vidor (1957)
- Ben-Hur, regia di William Wyler (1959)
- La spada dell'Islam (Wa Islamah), regia di Enrico Bomba e Andrew Marton (1961)
- Cleopatra, regia di Joseph L. Mankiewicz (1963)
- La caduta dell'Impero romano (The Fall of the Roman Empire), regia di Anthony Mann (1964)
- La calata dei barbari (Kampf um Rom I), regia di Robert Siodmak (1968)
- La guerra per Roma - Seconda parte (Kampf um Rom II - Der Verrat), regia di Robert Siodmak (1969)
- I guerrieri (Kelly's Heroes), regia di Brian G. Hutton (1970)
- Comma 22 (Catch-22), regia di Mike Nichols (1970)
- Voglio la libertà (Up the Sandbox), regia di Irvin Kershner (1972)
- Il giorno dello sciacallo (The Day of the Jackal), regia di Fred Zinnemann (1973)
- Il messaggio (The Message), regia di Moustapha Akkad (1977)

### Montatore (parziale)
- Il principe studente (The Student Prince in Old Heidelberg), regia di Ernst Lubitsch (1927)
- La valanga (Eternal Love), regia di Ernst Lubitsch (1929)
- Il grande agguato (Der Rebell), regia di Curtis Bernhardt, Edwin H. Knopf e Luis Trenker (1932)
- The Rebel, regia di Edwin H. Knopf e Luis Trenker (1933)
- Il figliuol prodigo (Der verlorene Sohn), regia di Luis Trenker (1934)